# Книга о Любящем и Возлюбленном
«Книга о Любящем и Возлюбленном» (кат. Llibre d'Amic e Amat) — произведение каталонского писателя Рамона Льюля, написанное не позже 1283 года (по одной из версий, в 1276 году). Автор задумал его как самостоятельное произведение, но позже включил в состав своего романа «Книга об Эвасте и Бланкерне» как сочинение главного героя, Бланкерны. Во многих средневековых списках «Книга» фигурирует отдельно от романа, а в эпоху Нового времени её начали печатать как самостоятельный текст на всех европейских языках.
«Книга» представляет собой диалог Любящего (христианина) и Возлюбленного (Бога), построенный на 366 «духовных метафорах» (по числу дней в году). «Книга» была очень популярна в эпоху Позднего Средневековья и осталась самым знаменитым из произведений Рамона Льюля.